# Monaster Zaśnięcia Matki Bożej w Dałmatowie
Monaster Zaśnięcia Matki Bożej, Monaster Dałmatowski – prawosławny klasztor męski w Dałmatowie, w eparchii szadryńskiej Rosyjskiego Kościoła Prawosławnego.
Twórcą klasztoru był mnich Dałmat (Mokrinski), z pochodzenia Kozak syberyjski, który po 1642 opuścił swój pierwszy monaster w pobliżu Wierchoturia i zapoczątkował nową wspólnotę nad brzegiem rzeki Iset. Dałmat przekazał kierownictwo klasztorem swoim uczniom – w 1669 bracia wybrali na ihumena mnicha Nikona, następnie Józefa i Atanazego, podczas gdy założyciel wspólnoty zmarł w 1697. Monaster należał do pierwszych ważniejszych ośrodków prawosławia za Uralem i jednym z jego głównych zadań było prowadzenie akcji misyjnej. Kilkakrotnie był napadany m.in. przez Kałmuków i Tatarów, był oblegany także w czasie powstania Pugaczowa.
Pierwszy kompleks obiektów klasztornych wzniesiony był z drewna i składał się z cerkwi Zaśnięcia Matki Bożej, św. Dymitra z Salonik oraz nadbramnej świątyni św. Jana Teologa. Odrębnymi obiektami były cele mnichów oraz budynki gospodarcze. Murowaną cerkiew Zaśnięcia Matki Bożej wzniesiono na miejscu drewnianej w 1704, wtedy również klasztor otoczono murami. Prace nad wznoszeniem murowanych budynków gospodarczych i mieszkalnych trwały do 1852.
Po rewolucji październikowej monaster został zlikwidowany. Na jego terenie funkcjonowały muzeum, dom dziecka, teatr kołchozowy oraz plac zabaw tanecznych, szkoła, szpital i fabryka maszyn. Klasztor ponownie zaczął działać po upadku ZSRR. Mnisi zajmują się pracą edukacyjną i wychowawczą, prowadzą ośrodek dla osób uzależnionych od narkotyków, współpracują z muzeum w Kurganie i innymi instytucjami historyczno-kulturalnymi.